# USエクスプレス
USエクスプレス（The U.S. Express）は、プロレスラーのバリー・ウインダムとマイク・ロトンドによるプロレスのタッグチームである。1980年代中盤、ベビーフェイスの大型新鋭コンビとしてNWAやWWFで活躍した。
ロトンドはウインダムの父親ブラックジャック・マリガンの娘婿であり、両者は義兄弟の間柄にある。

## 来歴
1983年9月、NWAフロリダ地区において、ザンブイ・エクスプレス（イライジャ・アキーム&カリーム・モハメッド）を相手に初コンビを組み、翌年より正式なタッグチームとして始動する。当時はまだチーム名がなかったものの、次代を担う新星同士のユニットとして注目された。1984年3月14日、マイアミにてロング・ライダーズ（ロン・バス&ブラック・バート）を破り、フロリダ版のNWA USタッグ王座を獲得。以降もロング・ライダーズと同王座を争い、7月14日にロス・ゲレロス（チャボ・ゲレロ&ヘクター・ゲレロ）に明け渡すまで、通算4回に渡って戴冠した。このNWA時代には、同年6月30日にマイアミ・オレンジボウルにてロード・ウォリアーズ、9月1日にはグリーンズボロ・コロシアムにてザ・ラシアンズ（イワン・コロフ&ニキタ・コロフ）など、当時を代表するヒールの強豪チームとも対戦している。
1984年末、ビンス・マクマホン・ジュニアの新体制下で同年より全米侵攻を開始していたWWFに2人揃って移籍、ベビーフェイスに転向していたルー・アルバーノをマネージャーに迎え、USエクスプレス（The U.S. Express）のチーム名で活動。1985年1月21日、コネチカット州ハートフォードにてノース・サウス・コネクション（ディック・マードック&アドリアン・アドニス）からWWF世界タッグ王座を奪取する。3月31日にニューヨークのマディソン・スクエア・ガーデンで開催されたレッスルマニアの第1回大会では、アイアン・シーク&ニコライ・ボルコフの反米コンビを相手に防衛戦を行ったが、シーク組のマネージャーだったフレッド・ブラッシーが投げ入れたステッキでウインダムが殴打されて敗退。一度はタイトルを奪われるも、6月17日のポキプシーでのTVテーピング・マッチにて奪還に成功した。以降はジョニー・バリアントがマネージメントするドリーム・チーム（グレッグ・バレンタイン&ブルータス・ビーフケーキ）と抗争するが、8月24日のフィラデルフィアでの防衛戦において、バリアントの干渉によって再び王座から陥落、同年10月にWWFを離脱した。
1986年1月、揃って全日本プロレスに来日。ジャイアント馬場&天龍源一郎、ジャンボ鶴田&石川敬士、長州力&谷津嘉章、アニマル浜口&寺西勇などのチームと対戦し、ザ・グレート・カブキと異色トリオを組んでの6人タッグマッチにも出場した。同年4月20日には、ミネアポリスのメトロドームで開催されたAWAのビッグイベント "WrestleRock 86" に出場、ファビュラス・ワンズ（スティーブ・カーン&スタン・レーン）との人気チーム同士によるベビーフェイス・マッチが行われた。しかし、翌月よりロトンドは単身でWWFに復帰し、ダニー・スパイビーをパートナーに新チームのアメリカン・エクスプレス（The American Express）を結成、袂を分かつこととなった。その後、1988年から1990年にかけて、両者は末期のジム・クロケット・プロモーションズおよび初期のWCWを共通の主戦場としていたが、ロトンドのヒールターンに伴うギミック変更やウインダムのフォー・ホースメン加入などもあり、USエクスプレスが再結成されることはなかった。
解散後は2001年1月28日の全日本プロレスの東京ドーム大会（カート・ヘニングとのトリオによる6人タッグマッチ出場）を経て、2003年11月にIWAジャパンにて17年ぶりにUSエクスプレスが復活、スティーブ・ウィリアムス&三宅綾、ジャイアント・キマラ1号&木藤裕次などのチームと対戦した。翌2004年5月4日、後楽園ホールで行われたロトンドの引退試合では三宅を加えたトリオで、ジム・ドゥガン、ロード・ウォリアー・アニマル、松田慶三組から勝利を収めた。
その後は2005年1月29日、かつての主戦場であるフロリダ州タンパで開催された "WrestleReunion" にてバス&ラリー・ズビスコと対戦している。2008年3月10日にはWWEのRAWにおいて "WrestleMania 1 Rematch" としてシーク&ボルコフとの対戦が予定され、久々にコンビでWWEのリングに登場。ジリアン・ホールの干渉で試合は行われなかったものの、ロトンドはジリアンへのお仕置きとして、USエクスプレス時代の得意技だったエアプレーン・スピンを放った。
2024年、WWE殿堂に迎えられた。4月5日にフィラデルフィアのウェルズ・ファーゴ・センターで行われた式典では、ロトンドの息子でウインダムの甥であるボー・ダラスがインダクターを務めた。

## 獲得タイトル
チャンピオンシップ・レスリング・フロム・フロリダ
- NWA USタッグ王座 (フロリダ版) : 4回[3]

ワールド・レスリング・フェデレーション / ワールド・レスリング・エンターテインメント
- WWF世界タッグ王座 : 2回[6][8]
- WWE殿堂：2024年度[1][16]

## 入場テーマ曲
ハルク・ホーガンの入場テーマ曲として知られるリック・デリンジャーの "Real American" は、当初はUSエクスプレスが使用する予定だった。この曲が収録されたLPレコード『The Wrestling Album』は1985年11月にリリースされたが、同時期にウインダムとロトンドがWWFを離脱したため、同曲はホーガンのエントランス・ミュージックとなった（1998年にCD化された際にも "Windham & Rotundo's Theme" とクレジットされている）。なお、それ以前のUSエクスプレスの入場テーマ曲はブルース・スプリングスティーンの "Born in the U.S.A." だった。